# Enkelvoudige lie-groep
In de groepentheorie, een deelgebied van de wiskunde, is een enkelvoudige lie-groep een samenhangende niet-abelse lie-groep die geen niet-triviale samenhangende normale ondergroepen heeft.
Een enkelvoudige lie-algebra is een niet-abelse lie-algebra met als enige idealen nul en zichzelf. Een directe som van enkelvoudige lie-algebra's wordt een halfenkelvoudige lie-algebra genoemd.
Een equivalente definitie van een enkelvoudige lie-groep volgt uit de lie-correspondentie: een samenhangende lie-groep is enkelvouidig, indien haar lie-algebra enkelvoudig is. Een belangrijk technisch punt is dat een enkelvoudige lie-groep normale discrete ondergroepen kan bevatten, vandaar dat een enkelvoudige lie-groep verschilt van enkelvoudigheid als abstracte groep.
Enkelvoudige lie-groepen omvatten vele klassieke lie-groepen, die voorzien in een groeptheoretische onderbouwing voor de sferische meetkunde, de projectieve meetkunde en aanverwante meetkundes in de zin van Felix Klein zijn Erlanger Programm. In de loop van de classificatie van enkelvoudige lie-groepen kwam naar voren dat er ook verschillende uitzonderlijke mogelijkheden bestaan, die niet corresponderen met enige bekende meetkunde. Deze uitzonderlijke groepen zijn goed voor vele speciale voorbeelden en configuraties in andere deelgebieden van de wiskunde, alsook in de eigentijdse theoretische natuurkunde.
Hoewel het begrip 'enkelvoudige lie-groep' bevredigend is vanuit axiomatisch perspectief, bleek in toepassingen van de lie-theorie, zoals de theorie van de riemannse symmetrische ruimten, dat de wat meer algemene begrippen 'halfenkelvoudig-' en 'reductieve' lie-groepen van nog meer nut te zijn. In het bijzonder is elke samenhangende compacte lie-groep reductief en is de studie van representaties van algemene reductieve groepen een belangrijke tak van de representatietheorie.